# Kpong
Kpong est une ville du district de Lower Manya Krobo dans la région Orientale du Ghana, particulièrement connue pour le barrage de production d'énergie hydroélectrique,.